# Liderazgo escolar
El liderazgo escolar es uno de los factores claves para el desarrollo de una educación de calidad. El ejercicio de este liderazgo recae principalmente sobre el director o directora del centro educativo.
Para poder comprender lo que es el liderazgo escolar resulta fundamental, en primer lugar, profundizar en relación con lo que se entiende por liderazgo. En este sentido, durante el último tiempo diversos autores han tratado la temática desde diferentes perspectivas, sin embargo, todos coinciden en señalar que el liderazgo implica, necesariamente, ejercer un grado de influencia sobre otros. De esta forma y tal como plantean Bush (2017), los líderes escolares exitosos son aquellos que desarrollan una visión para sus escuelas y, a través de un proceso de influencia, logran el objetivo deseado, articulando y compartiendo esta visión en cada oportunidad que tienen. *"un líder educativo es quien es capaz de influir en estudiantes, docentes, administrativos, en general, en la comunidad educativa, en la cual pueden estar los grupos de interés, entre ellos los padres de familia de una organización académica, con el pro- pósito de lograr objetivos de la institución ..."*
Producto de los diferentes procesos de descentralización en los cuales se ha transferido mayor autoridad tanto a las escuelas y directores, como a los padres y apoderados, se ha puesto en relieve la mayor necesidad del ejercicio del liderazgo por parte de los directores.
Por otra parte, el efecto del liderazgo de los directores y directoras de escuela en la calidad educativa y el aprendizaje (UNESCO, 2005; Uribe, 2005 y Leithwood, Louis, Anderson y Wahlstron, 2004) ha colocado al liderazgo escolar en el centro del debate educativo actual. En este sentido, Bush (2017) plantea que, dejando de lado el proceso de enseñanza en el aula, el liderazgo sería el elemento que más influencia tendría en el aprendizaje de los estudiantes, siendo mayor el efecto en aquellos establecimientos educacionales que atienden a una población vulnerable o se encuentran en circunstancias complejas (Anderson 2010, en Ulloa y Gajardo, 2016). En este sentido, hay quienes plantean que esto se debe a que el liderazgo cumpliría un rol catalizador, promoviendo el desarrollo de condiciones favorables para el aprendizaje, como sería por ejemplo, el compromiso de los estudiantes (Leithwood, Harris & Hopkins, 2008), o las condiciones de trabajo en las escuelas y salas de clases (Ulloa y Gajardo 2016).
Para Unesco (2005: 195), un “buen liderazgo escolar consiste en transformar los sentimientos, actitudes y opiniones, así como las prácticas, con objeto de mejorar la cultura de la escuela.” A la misma vez, reconoce que en escuelas aisladas y con pocos recursos —como en muchas partes de América Latina— la motivación e incentivos para ser un director/a innovativo, previsor y participativo pueden ser mucho menores que en escuelas con contextos socioeconómicos más favorables.
Uribe (2005) destaca el liderazgo de docentes como un factor clave para convertir a la escuela en una organización con cultura de calidad. 
Según el estudio "El liderazgo escolar en América Latina y el Caribe El liderazgo escolar en América Latina y el Caribe. Un estado del arte con base en ocho sistemas escolares de la región" (UNESCO 2014) "Aun cuando no suelen estar identificados en las funciones generales que consigna la normativa, los directores deben hacerse responsables de la implementación en su centro escolar de un conjunto amplio de programas escolares y extraescolares que son promovidos por las autoridades nacionales o subnacionales."

## Enfoques sobre liderazgo escolar
Luego de realizar un análisis de 121 artículos sobre liderazgo en cuatro revistas especializadas de gestión educativa entre 1988 y 1998, Leithwood, Jantzi y Steinbackh (2003), encontraron que los estilos de liderazgo más tratados fueron el liderazgo pedagógico y liderazgo transformacional. Además, otros conceptos abordados fueron: liderazgo moral, liderazgo gerencial y liderazgo cultural. El cuadro 1 muestra las características de algunas de estas vertientes en el ámbito educativo.
Fuente: Leithwood, Jantzi y Teinbach, 2003.
Dentro de estos estilos de liderazgo escolar dos de los que más relevancia han tenido en el último tiempo son el Liderazgo Transformacional y el Liderazgo Instruccional, los que se describen a continuación.
Liderazgo Transformacional
El liderazgo transformacional surge a fines de la década del 70, desde la investigación de James MacGregor Burns, quien analizó la capacidad de líderes, que mediante la relación con las personas, logran inspirar cambios en sus expectativas, compromiso y propósitos, transformando la organización a través del desarrollo de capacidades que permiten trabajar colaborativamente, superar los obstáculos y plantearse metas desafiantes. (Robinson, V. 2014)
El énfasis de este estilo de liderazgo, se centra en aspectos relacionales con el propósito de ejercer influencia para transmitir la visión de escuela y generar transformaciones que movilicen a la comunidad hacia el logro de determinados objetivos. En esta tarea, resulta relevante el uso de la narrativa con el propósito de convencer, inspirar y motivar a otros hacia un objetivo común. 
Al respecto Leithwood menciona que el liderazgo transformacional “se orienta al desarrollo de capacidades y un mayor grado de compromiso personal con las metas organizacionales por parte de los colegas de los líderes. Se presume que una mayor capacidad y un mayor compromiso se traducen en un esfuerzo adicional y en una mayor productividad” (Burns, 1978; Bass, 1985). Asimismo, plantea que se caracteriza por:
- Establecer vínculos directos y de confianza con su equipo.
- Motivar de manera permanente.
- Promover la estimulación intelectual.
- Buscar el crecimiento a largo plazo.
Debido a estas características, los cambios que este estilo de liderazgo genera son menos visibles a corto plazo, ya que busca recrear la cultura de la escuela, priorizando la comprensión de las necesidades individuales y el empoderamiento de los distintos miembros de la comunidad. En esta misma línea, uno de los desafíos es la definición de metas precisas, de manera de no afectar la claridad de la visión institucional. 
A pesar de que existen varios estudios dedicados a investigar el liderazgo transformacional en educación, pocos se han centrado en identificar el impacto de este estilo en los resultados de los estudiantes. Al respecto, alrededor de la mitad de los 33 estudios analizados por Leithwood y Jantzi (2005) demostraron que el liderazgo transformacional tiene una influencia pequeña e indirecta en los resultados de los estudiantes. No obstante, Leithwood precisa que las prácticas de liderazgo transformacional explican en gran medida la variación en las condiciones organizacionales, área en que los líderes tienen influencia directa a través de la cual se concretan los efectos en los estudiantes. 
Liderazgo Instruccional
El modelo de liderazgo instruccional surge de estudios realizados entre los años 70-80 en escuelas caracterizadas por un fuerte liderazgo escolar, en las que existe un clima de aprendizaje libre de interrupciones que permite que los docentes se centren en la enseñanza y los estudiantes en el aprendizaje, con objetivos didácticos claros y altas expectativas de los profesores hacia los alumnos  (Robinson, Lloyd & Rowe, 2014).
El propósito principal del estilo de liderazgo instruccional es ejercer influencia para la mejora de la calidad del proceso de enseñanza y de esta manera lograr aprendizajes en los estudiantes. Este estilo de liderazgo alinea y motiva a los miembros de la organización hacia la mejora escolar priorizando la calidad de la enseñanza y el logro de aprendizajes (Fromm, Olbrich & Volante, 2013). De esta manera, la acción del líder se centra en generar las condiciones adecuadas que permitan la mejora de las prácticas pedagógicas, de forma intencional y focalizada. Para ello, resulta fundamental que el líder (quien ocupa puestos de responsabilidad) se involucre en el proceso de enseñanza, promoviendo un clima organizado propicio para el aprendizaje y de apoyo a la labor docente.
Si bien, el liderazgo tiene un impacto indirecto en los resultados académicos de los estudiantes, un estudio de Robinson, Lloyd y Rowe (2014) concluye que el efecto del liderazgo instruccional es 3 a 4 veces mayor que el del liderazgo transformacional. De acuerdo a los autores, una explicación posible es que este último se centra más en las relaciones entre el líder y colaboradores que en la labor educativa de liderazgo.